# Свидова (гміна)
Гміна Свидова — сільська гміна у Чортківському повіті Тернопільського воєводства Другої Речі Посполитої. Адміністративним центром гміни було село Свидова.
Гміна утворена 1 серпня 1934 року в рамках нового закону про самоврядування (23 березня 1933 року).
Площа гміни — 40,75 км²

Кількість житлових будинків — 894

Кількість мешканців — 3885
Гміну створено на основі давніших гмін: Свидова, Антонів, Мухавка.